# ميك روسي
ميك روسي (بالإنجليزية: Mick Rossi)‏ هو عازف بيانو وملحن أمريكي، ولد في 9 ديسمبر 1956.

## وصلات خارجية
- ميك روسي على موقع ميوزك برينز (الإنجليزية)
- ميك روسي على موقع ميوزك برينز (الإنجليزية)
- ميك روسي على موقع ديسكوغز (الإنجليزية)
- ميك روسي على موقع ديسكوغز (الإنجليزية)